# Copa América IFA7
La Copa Américal de fútbol 7 de la IFA7 es un torneo internacional de selecciones nacionales de fútbol 7 compuestas por jugadores masculinos. El torneo fue organizado por primera vez en 2016.

## Historial
| Año  | #   | Campeón | Subcampeón |
| ---- | --- | ------- | ---------- |
| 2016 | I   | Perú    | México     |
| 2018 | II  | Ecuador | Brasil     |
| 2022 | III | Chile   | Argentina  |
| 2023 | IV  | México  | Paraguay   |

## Palmarés
| Selección | Campeón  | Subcampeón |
| --------- | -------- | ---------- |
| México    | 1 (2023) | 1 (2016)   |
| Perú      | 1 (2016) |            |
| Ecuador   | 1 (2018) |            |
| Chile     | 1 (2022) |            |
| Brasil    |          | 1 (2018)   |
| Argentina |          | 1 (2022)   |
| Paraguay  |          | 1 (2023)   |